# Hoplia philanthus
Hopila philanthus (Fuesslin, 1775) è un coleottero appartenente alla famiglia degli Scarabeidi (sottofamiglia Melolonthinae).

## Descrizione

### Adulto
H. philanthus si presenta come un insetto di piccole dimensioni, comprese tra gli 8 e i 9,5 mm di lunghezza. Presenta un corpo tozzo, dai colori scuri oscillanti tra il nero ed il marrone. I maschi presentano l'ultimo paio di zampe più sviluppato rispetto a quello delle femmine.

## Biologia
Gli adulti compaiono a primavera e restano attivi per tutta la durata dell'estate. Sono di abitudini diurne e si possono osservare in prossimità dei fiori. Le larve si sviluppano nel terreno, nutrendosi di graminacee, per un ciclo vitale della durata di circa tre anni.

## Distribuzione
H. philanthus è reperibile in Europa occidentale e centrale e in nord Africa. In Italia si rinviene nelle regioni settentrionali in Piemonte, Lombardia e Triveneto.